# ریهارد گوزمیچ
ریهارد گوزمیچ (مجاری: Richárd Guzmics؛ زادهٔ ۱۶ آوریل ۱۹۸۷) بازیکن فوتبال اهل مجارستان است.
از باشگاه‌هایی که در آن بازی کرده‌است می‌توان به باشگاه فوتبال ویسوا کراکوف اشاره کرد.
وی همچنین در تیم‌های ملی فوتبال زیر ۲۱ سال مجارستان و مجارستان بازی کرده‌است.